# 四斑花皮蛛
四斑花皮蛛（学名：Scytodes quatuordecemmaculata）为花皮蛛科花皮蛛属的动物。在中国大陆，分布于等地。